# Anton Haugeneder
Anton Haugeneder (* 1953 in Neuötting) ist ein deutscher Pädagoge und Autor. 
Nach einem Studium an der Ludwig-Maximilians-Universität in München war er von 1980 bis 2016 am König-Karlmann-Gymnasium in Altötting als Lehrer tätig, wo er Englisch, Französisch und Portugiesisch unterrichtete. 
Mit seinem Roman Gruners perfekte Flucht gelang ihm 2004 ein viel beachtetes Debüt.
Seit dem 16. März 2014 sitzt er im Neuöttinger Stadtrat (SPD).

## Veröffentlichungen
- Gruners perfekte Flucht. Friedmann Klosterarbeiten, München 2004, ISBN 978-3933431400.
- Brunos Fund. Friedmann Klosterarbeiten, München 2007, ISBN 978-3933431950.